# Lactobacillus composti
Lactobacillus composti è una specie di batterio appartenente alla famiglia delle Lactobacillaceae.